# السياسة البيئية للولايات المتحدة

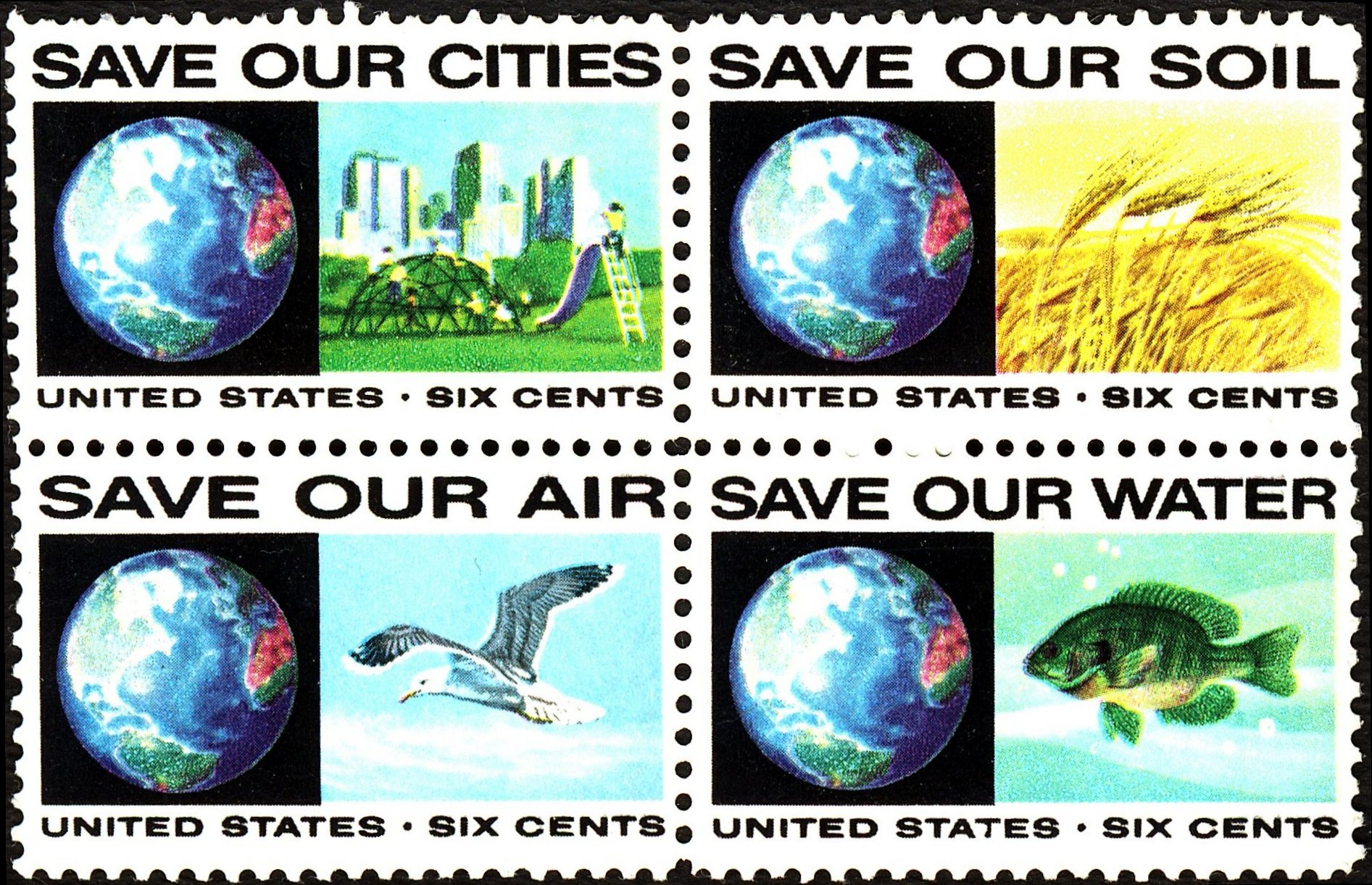

السياسة البيئية للولايات المتحدة هي إجراء حكومي فيدرالي يهدف لتنظيم الأنشطة التي لها أثر على البيئة في الولايات المتحدة. الهدف من السياسة البيئية هو حماية البيئة وحفظها للأجيال القادمة مع التدخل بأقل قدر ممكن بكفاءة الحركة التجارية أو حرية الشعب والحد من الأضرار التي تلحق بمن يتحمل التكاليف البيئية. كأول عمل رسمي له في السبعينيات من القرن العشرين، وقع الرئيس ريتشارد نيكسون القانون الوطني للسياسة البيئية الأمريكية ليصبح قانونًا رسميًا في يوم رأس السنة الجديدة لعام 1970. وفي نفس العام أيضًا، بدأت أمريكا الاحتفال بيوم الأرض، الذي سُمي «الانفجار الكبير للسياسة البيئية الأمريكية، ولحظة انطلاق البلاد ضمن منحنى تعليمي اجتماعي كاسح حول الإدارة البيئية لم يسبق له مثيل في أي دولة أخرى». وضع القانون الوطني للسياسة البيئية سياسة بيئية وطنية شاملة للولايات المتحدة وخلق الحاجة لإعداد بيان الآثار البيئية لتحديد «الإجراءات الفيدرالية الرئيسية التي تؤثر بشكل كبير على جودة البيئة». دعا المؤلف والمستشار تشارلز إكليستون القانون الوطني للسياسة البيئية «الميثاق البيئي الأعظم» في العالم.
نتيجة الحركة البيئية في الولايات المتحدة، استمرت السياسة البيئية في التطور في سبعينيات القرن العشرين، إذ أُقرت العديد من القوانين البيئية الواسعة التي تنظم تلوث الهواء والمياه، وتشكلت وكالة حماية البيئة. بسبب التكاليف المرتفعة المرتبطة بهذه اللوائح، كان هناك رد فعل عنيف من جانب المصالح التجارية والسياسية المحافظة، ما حد من الزيادات في الميزانيات التنظيمية البيئية وتباطؤ الجهود المبذولة لحماية البيئة. منذ سبعينيات القرن العشرين، رغم الجمود التشريعي المستمر، حدثت إنجازات كبرى في التنظيم البيئي، بما في ذلك تحسينات في نوعية الهواء والمياه، وبدرجة أقل، السيطرة على النفايات الخطرة. بسبب الإجماع العلمي حول الاحتباس الحراري والضغط السياسي من قبل المجموعات البيئية، اقتُرح إجراء تعديلات على السياسة الأمريكية المتعلقة بالطاقة والحد من الغازات الدفيئة.
بموجب القانون الوطني للسياسة البيئية، كانت الولايات المتحدة أول دولة في العالم تقدم مفهوم إعداد بيان الآثار البيئية لتقييم بدائل الإجراءات الفيدرالية المقترحة وتأثيراتها. صُمم بيان الآثار البيئية لصياغة السياسات والبرامج والمشاريع والخطط الفيدرالية. أصدرت نسبة كبيرة من الدول في جميع أنحاء العالم أحكامًا تضاهي بيان الآثار البيئية الأمريكي.

## أدوات السياسة

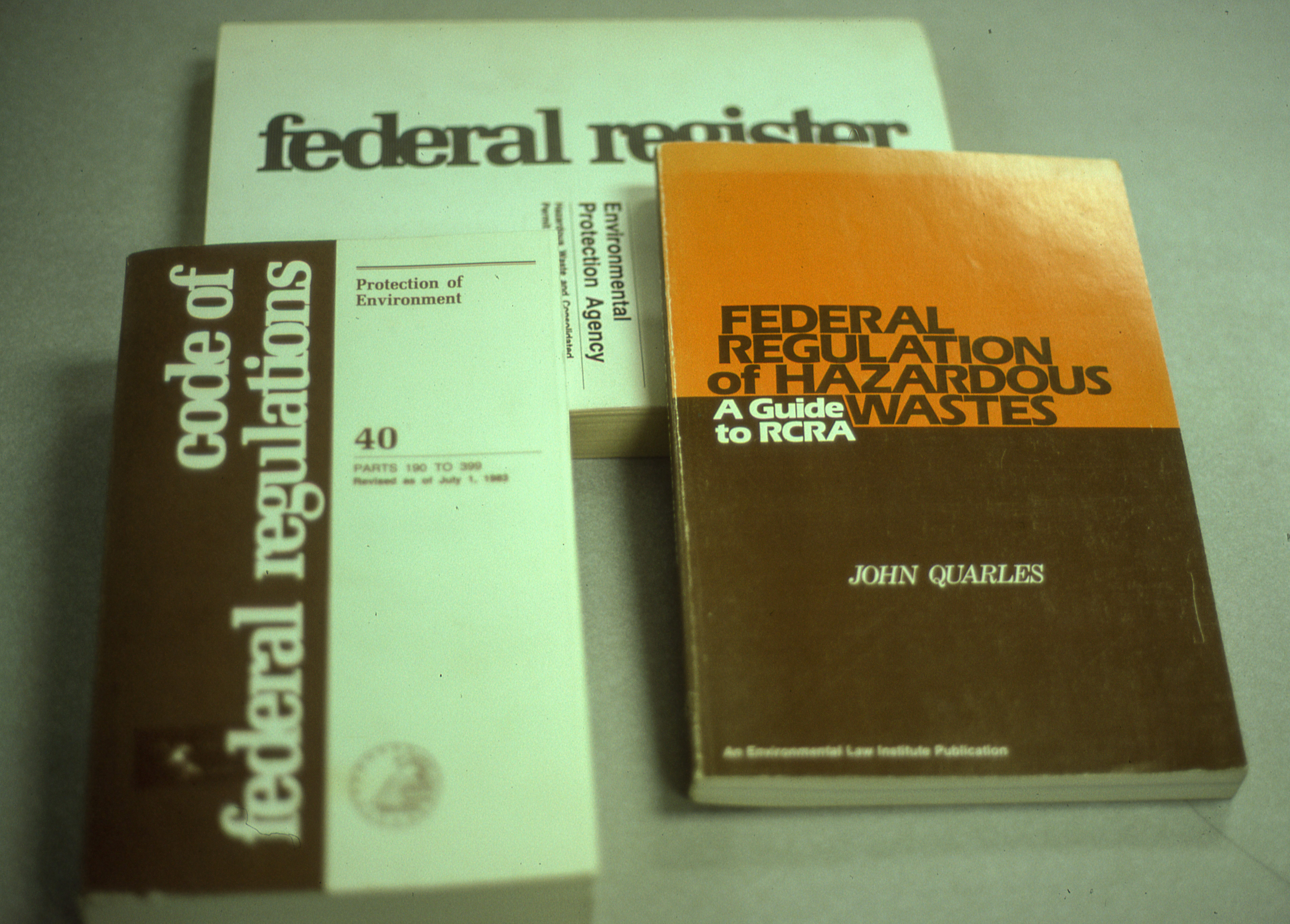
وثائق ومنشورات متعلقة بالتنظيمات البيئية الفيدرالية الأمريكية لعام 1987: أدوات السياسة في حماية البيئة والحفاظ على الموارد

الأدوات السياسية الرئيسية لحماية البيئة هي القواعد والحوافز. اختارت الولايات المتحدة استخدام القواعد، من خلال اللوائح التنظيمية في المقام الأول. يمكن أن تأتي هذه اللوائح بشكل معايير تصميم ومعايير أداء. تحدد معايير الأداء مستويات الانبعاثات وتسمح للمشمولين بالقواعد بتحديد كيفية تلبية هذه المستويات. تحدد معايير التصميم كيفية تلبية معايير الأداء بالضبط.
يمكن للحكومة بدلًا من ذلك استخدام الحوافز أو «إصلاح السوق». الحوافز هي مكافآت وعقوبات تستخدم للتأثير على الأفراد أو الجماعات. النوعين الرئيسيين لإصلاحات السوق هما أنظمة الرسوم، مثل ضرائب الانبعاثات و«أنظمة الرخص القابلة للتداول». يتمثل أحد أنواع أنظمة الرخص القابلة للتداول في «مزاد حقوق التلوث» إذ يُحدد مقدار التلوث المسموح به ويُقسم إلى وحدات تُباع بالمزاد العلني، ما يتيح للمنظمات البيئية فرصة شراء الوحدات لإعداد بيئة أنظف من المخطط لها بالأصل. نُفذت مثل هذه الخطة على انبعاثات غاز ثنائي أكسيد الكبريت ضمن برنامج الأمطار الحمضية لعام 1990 ونُفذت على الغازات الدفيئة ضمن نطاق إقليمي كوسيلة للتخفيف من ظاهرة الاحتباس الحراري.

## تفويض السلطة والصلاحية السياسية

### السلطة التنفيذية
تُعد السلطة الحكومية في مجال القضايا البيئية في الولايات المتحدة مجزأة للغاية. رغم أن وكالة حماية البيئة هي الوكالة البيئية الأكثر شمولية، لكن سلطتها في هذه الأمور ليست مطلقة. تملك جميع وزارات الفروع التنفيذية تقريبًا جزءًا من السلطة في مجال البيئة. هذا يساهم إلى حد ما في التكلفة والفعالية المشكوك فيها للوائح التنظيمية البيئية للولايات المتحدة.
كرئيس تنفيذي، يلعب الرئيس دورًا مهمًا في السياسة البيئية. لعب رؤساء مثل تيدي روزفلت وفرانكلين دي. روزفلت وريتشارد نيكسون دور «منبر القوة» لكسب الدعم للتشريعات البيئية. يمكّنهم دورهم كزعماء دبلوماسيين من سن اتفاقيات دولية ذات أحكام بيئية. وقع رونالد ريغان على بروتوكول مونتريال، وكان أوباما رائدًا في التفاوض على اتفاقية باريس ورفضت إدارة بوش اتفاقية كيوتو. يمكن للرؤساء استغلال سلطتهم «الرقيقة» للفت الانتباه إلى القضايا البيئية وتحديد أهداف إدارية واسعة. يمكنهم نقض التشريعات وتنظيم السلوك الإداري باستخدام الأوامر التنفيذية.

### السلطة التشريعية
تضاعفت التجزئة ضمن الفرع التنفيذي في الكونغرس وداخل الولايات. بمعنى آخر، يشارك الكونغرس السلطة مع الرئيس في السياسة الفيدرالية البيئية. يمكن أن يكون للكونغرس تأثير كبير على السياسة من خلال الجلسات التشريعية والرقابية. يملكون أيضًا القدرة على التأثير في السياسة من خلال نشر الدراسات والتقارير وإلقاء الخطب وإدخال التشريعات. تمثل وكالة حماية البيئة هاجسًا لنحو ثلثي اللجان الدائمة واللجان الفرعية التابعة لمجلس النواب ونسبة مماثلة في مجلس الشيوخ. هناك سبعون لجنة ولجنة فرعية تتحكم في سياسة جودة المياه، على سبيل المثال. يخلق هذا التجزّؤ الفرص والمشاكل على حد سواء. رغم أن مجموعة متنوعة من هذه اللجان توفر إمكانية وصول هائلة لأخصائيي البيئة والمجموعات الصناعية لتمارس الضغط على هذه اللجان، لكن تقسيم المهام يعني أنه لا توجد لجنة أو وكالة واحدة تُعنى بالمشاكل البيئية ككل. نادرًا ما يكون بناء حالة توافق في الآراء بشأن السياسة في الكونغرس أمرًا سهلًا بسبب تنوع المصالح والأعضاء الذين يجب تلبية شواغلهم.

## أصول الحركة البيئية
يمكن إرجاع تاريخ القانون البيئي في الولايات المتحدة إلى جذوره الأولى في مذاهب القانون العام، على سبيل المثال، قانون الإزعاج والقاعدة القانونية للأمانة العامة. كان أول قانون بيئي قانوني هو قانون الأنهار والمرافئ لعام 1899، والذي حل محله قانون المياه النظيفة. ومع ذلك، صدرت معظم القوانين البيئية الرئيسية الحالية، مثل القوانين الفيدرالية المذكورة أعلاه، خلال الحركة البيئية الحديثة التي امتدت لأواخر الستينيات وحتى أوائل الثمانينيات من القرن العشرين. قبل إقرار هذه القوانين، لم تكن معظم القوانين البيئية الفيدرالية شاملة بنفس المقدار.
كانت طليعة الحركة البيئية الحديثة في الولايات المتحدة هي حركة الحفاظ على البيئة في أوائل القرن العشرين، التي قادها الرئيس ثيودور روزفلت وغيفورد بنكوت. خلال هذه الفترة، تشكلت دائرة الغابات في الولايات المتحدة وبدأ الاهتمام العام بحماية المستهلك، وتجسد ذلك في نشر رواية الأدغال (ذا جانغل) من قبل أبتون سينكلير. استوحيت الحركة البيئية الحديثة جزئيًا من الكتاب المثير للجدل، الربيع الصامت (سايلنت سبرينغ) لراشيل كارسون الذي نُشر عام 1962، والذي أشار إلى مخاطر استخدام المبيدات الحشرية وتزايد الاهتمام بالبيئة بشكل عام. قالت كارسون إن الطبيعة تستحق حماية الإنسان وأشارت إلى المبيدات باعتبارها القنبلة الذرية للحشرات. ذكرت أن هذه المبيدات ستنتقل عبر البيئة وتؤذي البشر والطبيعة وأكدت ضرورة استخدامها بحكمة. لعبت كارسون دورًا كبيرًا في الأنشطة البيئة الذي جرت لاحقًا. إلى جانب انتقادات إساءة استخدام التكنولوجيا من قبل شخصيات مثل ويليام أوفولز وباري كومونر وغاريت هاردين، أعطى انتقاد وعدم فعالية قوانين الهواء النظيف والمياه النظيفة التي تعود إلى حقبة الستينيات من القرن الماضي زخمًا هائلًا للحركة البيئية.